# Warszawskie Czasopismo Lekarskie
Warszawskie Czasopismo Lekarskie – tygodnik poświęcony medycynie, wydawany w Warszawie w latach 1924–1939.
Współzałożycielami pisma byli m.in.: Ludwik Eliasz Bregman, Edward Flatau i Ludwik Hirszfeld, lekarz, bakteriolog i immunolog. Swoje artykuły publikowali tam m.in.: Wilhelm Knappe, Teofil Simchowicz, Tadeusz Szenkier-Mazurek, Hanna Hirschfeldowa.
W 1937 redakcja gazety mieściła się przy ul. Sienkiewicza 12 m. 28.